# ポンヌフ (トゥールーズ)
ポンヌフ（仏: Pont Neuf）は、フランスのトゥールーズにある橋である。「ポンヌフ」は、フランス語で「新しい橋」を意味する。ヌフ橋、ポン・ヌフ橋とも表記される。

## 概要

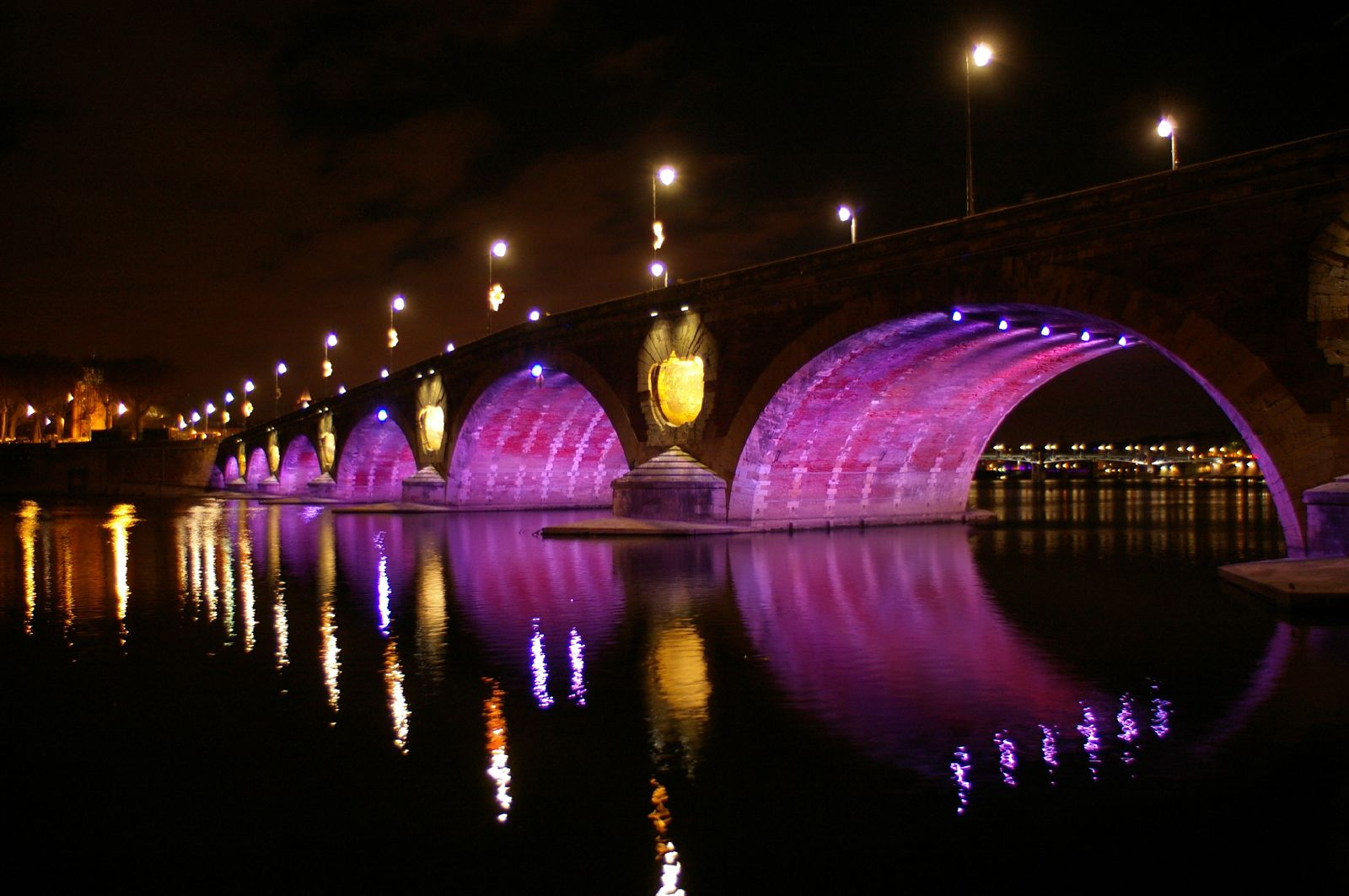
ライトアップされたポンヌフ

トゥールーズの橋の中で最も長い歴史をもつ。石造りの8連のアーチ橋である。全長は、229.76メートルある。設計には、ジャック・ルメルシエ (en:Jacques Lemercier) や Pierre Souffron が携わっている。
市内を流れるガロンヌ川に架かっており、ディロン通り (Cours Dillon) とエスキロール (Esquirol) を結んでいる。

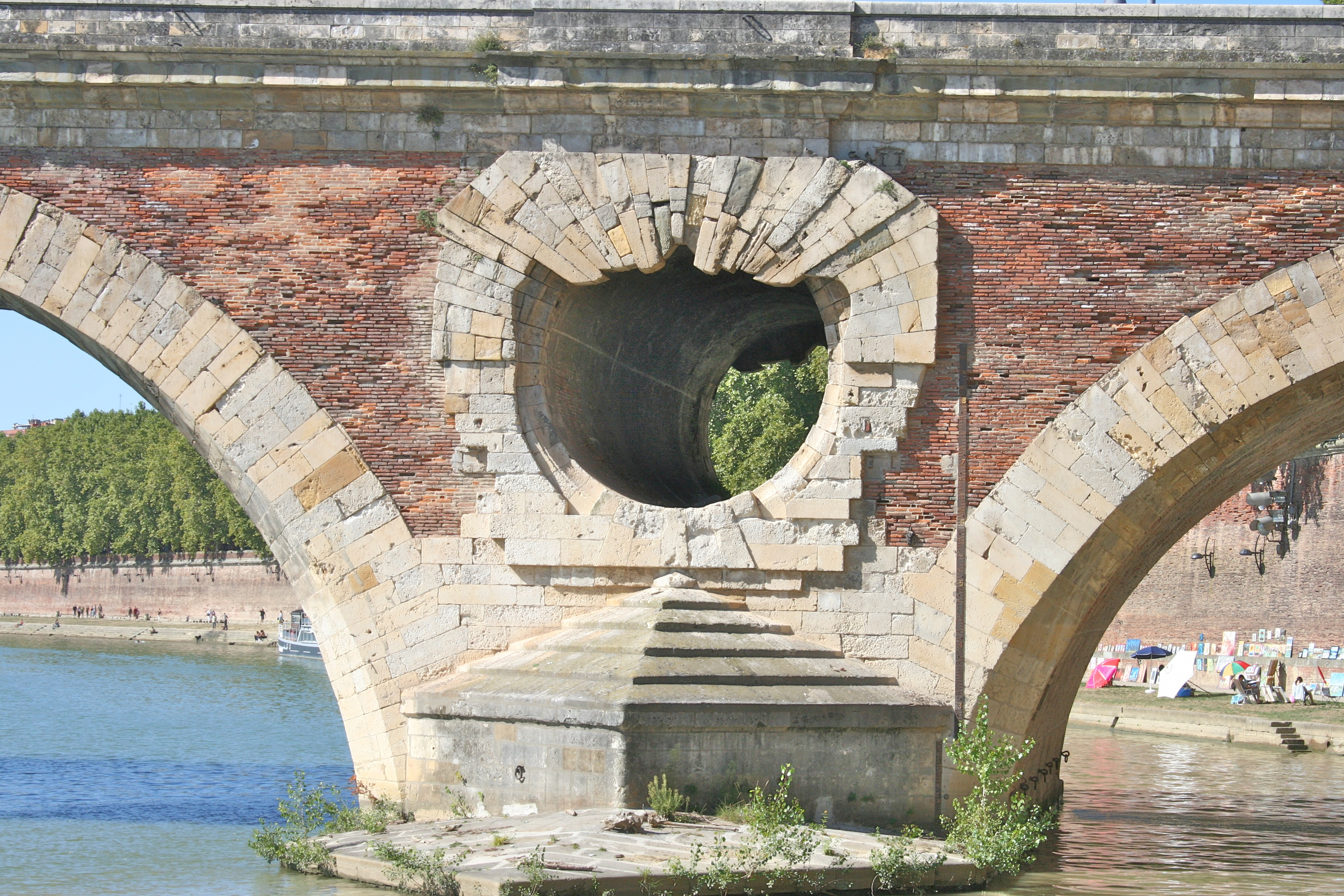
開口部

土木技術者のウジェーヌ・フレシネ (en:Eugène Freyssinet) は、トゥールーズのポンヌフが世界で最も美しいという旨を述べている。
パリのポンヌフと同様、この橋も丈夫で強度があり、「ポンヌフのように頑丈」という慣用句は、パリだけではなくトゥールーズでも頻繁に用いられている。

## 歴史
1543年に着工され、1632年に完成した。1659年10月19日、ルイ14世によって正式に開通される。
1875年に発生した洪水では、市内の橋のうち、ポンヌフ以外の橋がすべて流された一方で、ポンヌフは橋脚を破損したものの、流失は免れた。1932年に歴史的記念物に指定されている。

## 周辺

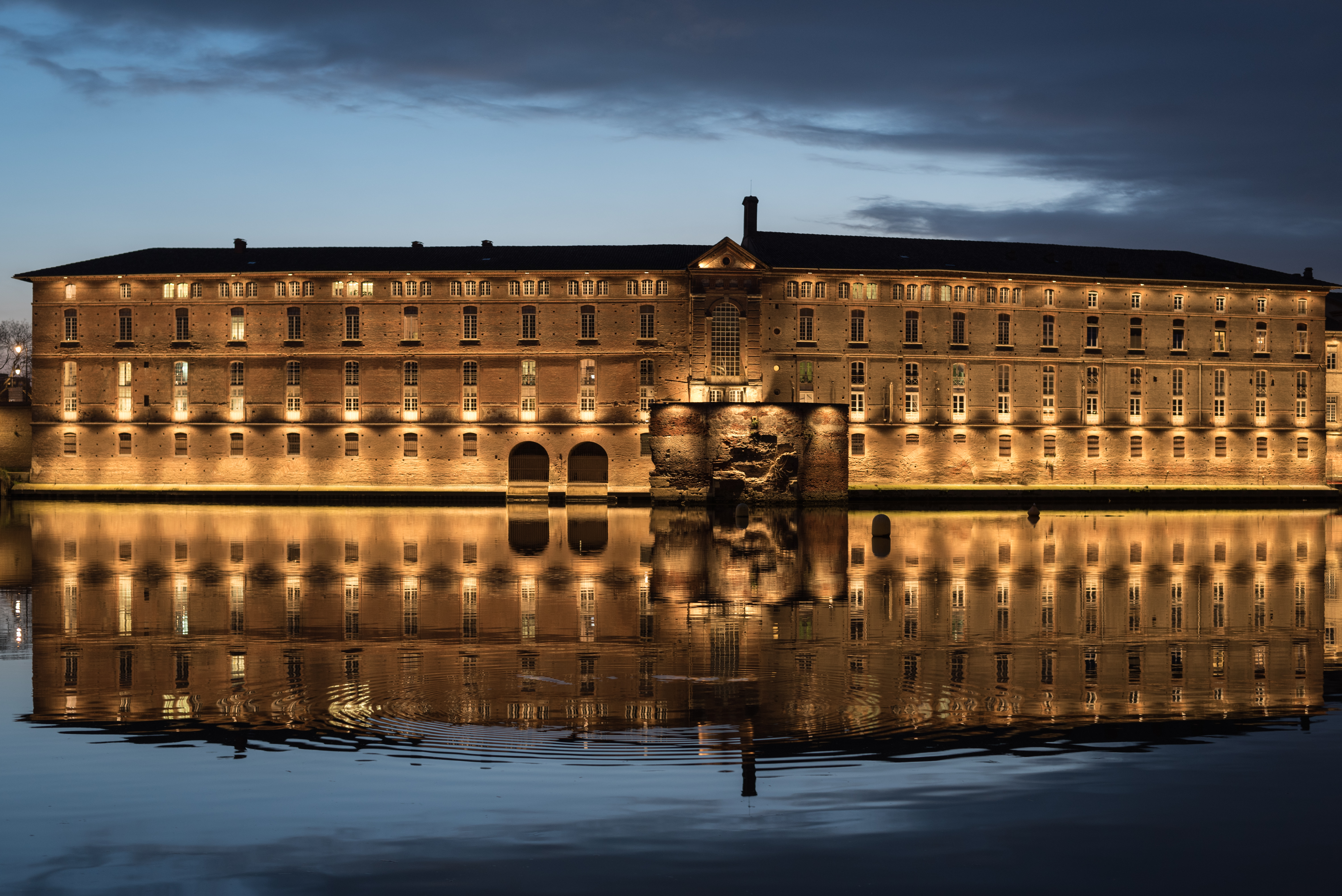
サン・ジャック施療院

上流にはサン・ピエール橋 (fr:Pont Saint-Pierre de Toulouse) が、さらに上流にはカタラン橋 (fr:Pont des Catalans) が架かっている。下流にはサン・ミッシェル橋 (fr:Pont Saint-Michel (Toulouse)) が、さらに下流にはクロワ・ド・ピエール橋 (Pont de la Croix de Pierre) が架かっている。
橋の東側には、ラ・ドラードの聖母のバシリカ (Basilique Notre Dame la Daurade) やアセザ館 (en:Hôtel d'Assézat)、エコール・デ・ボザール (Ecole Des Beaux-Arts) などがある。橋の西側には、サン・ジャック施療院 (fr:Hôtel-Dieu Saint-Jacques) などがある。